# Wuri
Wuri ou le district de Wuri (chinois traditionnel : 烏日區 ; chinois simplifié : 乌日区 ; pinyin : wūrì qū) est un district de la Municipalité spéciale de Taichung, situé au centre de la partie Est de Taïwan.

## Démographie
- Population: 72 590 hab. (janvier 2023)
- Densité: 1 688 hab/km²

## Transports
Ce district comporte notamment 2 stations de chemin de fer standard, la gare de Wuri, et la gare de Xin Wuri, reliées notamment à la gare de Taichung, située dans le centre-ville de Taichung (ou Taizhong). La gare de Xin Wuri dernière assure la correspondance avec l'actuelle gare HSR de Taichung (zh). Une gare TGV est devrait ouvrir au centre de Taichung en 2020.